# Andreas Wölk
Andreas Wölk (* 13. Juli 1979) ist ein deutscher Badmintonspieler. Er ist zudem als Reisebuchautor tätig.

## Karriere
Wölk gewann 1998 seine ersten beiden Medaillen bei den nationalen Titelkämpfen in Deutschland. 2004 bis 2007 folgten im jährlichen Rhythmus weitere Bronzemedaillengewinne. 2004 wurde er deutscher Mannschaftsmeister mit dem FC Langenfeld.

## Sportliche Erfolge
| Saison    | Veranstaltung                         | Disziplin    | Platz | Name |
| --------- | ------------------------------------- | ------------ | ----- | --- |
| 1994/1995 | Deutsche Einzelmeisterschaft U16      | Herreneinzel | 1     | Andreas Wölk (FC Langenfeld) |
| 1994/1995 | Deutsche Mannschaftsmeisterschaft U18 | Mannschaft   | 1     | FC Langenfeld (Mike Joppien, Björn Joppien, Lutz Ullmann, Christian Baudewin, Marcus Berghaus, Andreas Wölk, Sven Reuter, Jessica Willems, Katrin Loewe, Nicole Krause)                                        |
| 1994/1995 | Deutsche Einzelmeisterschaft U16      | Herrendoppel | 2     | Holger Klupsch (BSC Wesel)/Andreas Wölk (FC Langenfeld) |
| 1995/1996 | Deutsche Mannschaftsmeisterschaft U18 | Mannschaft   | 1     | FC Langenfeld (Mike Joppien, Björn Joppien, Christian Baudewin, Andreas Wölk, Sven Reuter, Johannes Bilo, Denise Otto, Nina Willems, Kerstin Rommel)                                                           |
| 1996/1997 | Deutsche Einzelmeisterschaft U22      | Herrendoppel | 1     | Mike Joppien / Andreas Wölk (FC Langenfeld) |
| 1996/1997 | Deutsche Einzelmeisterschaft U18      | Herreneinzel | 1     | Andreas Wölk (FC Langenfeld) |
| 1996/1997 | Deutsche Einzelmeisterschaft U22      | Herreneinzel | 2     | Andreas Wölk (FC Langenfeld) |
| 1997/1998 | Deutsche Einzelmeisterschaft U22      | Herreneinzel | 2     | Andreas Wölk (FC Langenfeld) |
| 1997/1998 | Deutsche Einzelmeisterschaft          | Herrendoppel | 3     | Mike Joppien / Andreas Wölk (FC Langenfeld) |
| 1997/1998 | Deutsche Einzelmeisterschaft          | Herreneinzel | 3     | Andreas Wölk (FC Langenfeld) |
| 1997/1998 | Deutsche Einzelmeisterschaft U22      | Herrendoppel | 2     | Andreas Wölk (FC Langenfeld) / Gregor Hönscheid (TTC Brauweiler) |
| 1997/1998 | Deutsche Einzelmeisterschaft U19      | Mixed        | 2     | Andreas Wölk (FC Langenfeld) / Jeanette Ottrembka (VfL Berliner Lehrer) |
| 2002/2003 | Deutsche Mannschaftsmeisterschaft     | Mannschaft   | 3     | FC Langenfeld (Björn Joppien, Przemysław Wacha, Mike Joppien, Wouter Claes, Andreas Wölk, Matthias Bilo, Johannes Bilo, Manuel Andratschke, Steffi Müller, Kathrin Piotrowski, Aileen Rößler, Isabelle Althof) |
| 2002/2003 | Deutsche Mannschaftsmeisterschaft     | Mannschaft   | 4     | FC Langenfeld (Björn Joppien, Przemysław Wacha, Mike Joppien, Wouter Claes, Andreas Wölk, Matthias Bilo, Johannes Bilo, Manuel Andratschke; Steffi Müller, Kathrin Piotrowski, Aileen Rößler, Isabelle Althof) |
| 2002/2003 | Deutsche Hochschulmeisterschaften     | Herreneinzel | 1     | Andreas Woelk (Uni Düsseldorf – FC Langenfeld) |
| 2003/2004 | Deutsche Einzelmeisterschaft          | Herreneinzel | 3     | Andreas Wölk (FC Langenfeld) |
| 2003/2004 | Deutsche Mannschaftsmeisterschaft     | Mannschaft   | 1     | FC Langenfeld (Mike Joppien, Aileen Rößler, Torsten Hukriede, Kathrin Piotrowski, Stefanie Müller, Björn Joppien, Przemysław Wacha, Matthias Bilo, Andreas Wölk)                                               |
| 2004/2005 | Deutsche Mannschaftsmeisterschaft     | Mannschaft   | 3     | FC Langenfeld (Mike Joppien, Björn Joppien, Andreas Wölk, Przemysław Wacha, Thorsten Hukriede, Kathrin Piotrowski, Stefanie Müller)                                                                            |
| 2004/2005 | Deutsche Hochschulmeisterschaften     | Herrendoppel | 1     | Mike Joppien / Andreas Wölk (Uni Wuppertal – FC Langenfeld / Uni Düsseldorf – FC Langenfeld) |
| 2004/2005 | Deutsche Einzelmeisterschaft          | Herreneinzel | 3     | Andreas Wölk (FC Langenfeld) |
| 2004/2005 | Deutsche Hochschulmeisterschaften     | Herreneinzel | 1     | Andreas Wölk (Uni Düsseldorf – FC Langenfeld) |
| 2005/2006 | Deutsche Einzelmeisterschaft          | Herreneinzel | 3     | Andreas Wölk (FC Langenfeld) |
| 2006/2007 | Deutsche Einzelmeisterschaft          | Herreneinzel | 3     | Andreas Wölk (FC Langenfeld) |
| 2006/2007 | Deutsche Mannschaftsmeisterschaft     | Mannschaft   | 2     | FC Langenfeld (Przemysław Wacha, Björn Joppien, Mike Joppien, Thorsten Hukriede, Andreas Wölk, Nadieżda Kostiuczyk, Kamila Augustyn, Carola Bott, Fabienne Deprez, Heidemarie Deprez)                          |